# Ara votiva de Rasines

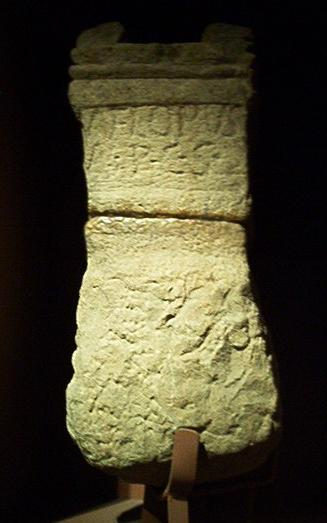
Imagen del ara votiva de Rasines.

El Ara votiva de Rasines es una obra esculpida en piedra de origen romano hallada a principios del siglo XIX por Juan Lombera, en las inmediaciones de la Cueva del Valle, Rasines (Cantabria). Es la principal huella que dejaron los romanos en el municipio, aunque también han aparecido algunos fragmentos de cerámicas.
Se aprecia en ella la inscripción: 

A.FLORVS

A.P.C.S.

No se sabe a ciencia cierta la utilidad de la obra, pero según la fuente que consultemos, se puede considerar desde un hito para marcar los límites de un terreno, probablemente minero por la zona en la que se encontró; hasta una dedicatoria a un dios local.
Esta obra se puede observar en el Museo Regional de Prehistoria y Arqueología de Cantabria, en Santander.
- Datos: Q5702139